# グザヴィエ・ラフィット
グザヴィエ・ラフィット（Xavier Lafitte、1974年8月8日 - ）はフランスの俳優。

## 略歴
1974年にパリで生まれ、ブルターニュ地方のポンティヴィで幼少期を過ごす。彫刻家の祖父と交響楽団のプロのホルン奏者だった祖父の2人の影響を受け、早い時期から芸術に興味を持つ。18歳でパリのビジネススクールに通い、その後マドリードのネブリセンシス大学（アントニオ・デ・ネブリハ大学）に入学、更に米国コネチカット州のハートフォード大学に留学してモダン・ジャズやタップダンス、トランペットを学びながら、絵も描いていた。1997年に卒業すると、パリのエヴァ・サン＝ポール演技教室で演技を学んだ後に、コンセルヴァトワールに入学、在学中からオーディションを受けるようになる。
1999年に演出家ティエリー・ハーコートに見出され、舞台『Gross Indecency: The Three Trials of Oscar Wilde』（モイセス・カウフマン作、ジャン＝マリー・ブセ翻訳・脚色）でオスカー・ワイルドの同性の恋人アルフレッド・ダグラス役に抜擢され、舞台デビューする。2000年にはテレビドラマ『女警部ジュリー・レスコー』のエピソード『長い夜（La nuit la plus longue）』のアレクサンドル（ジュリーの娘の同級生）役でテレビデビューし、2001年には短編映画『Life』に主演、2002年の映画『好きと言えるまでの恋愛猶予』で長編映画デビューする。その後は、舞台・テレビ・映画と幅広く活動する。
2007年の映画『シルビアのいる街で』で長編映画に初主演する。
2012年の短編映画Roque Madrid監督作品『Holden』に出演する。
2014年の映画『イヴ・サンローラン』に出演する。

## 主な出演作品
- 女警部ジュリー・レスコー Julie Lescaut (2000) ※シーズン10エピソード2にゲスト出演
- 好きと言えるまでの恋愛猶予 La Bande du drugstore (2002)
- ガブリエル Gabrielle (2005)
- シルビアのいる街で Dans la ville de Sylvia (2007)
- 赤の銃士 狙われた王位とルイ14世の陰謀 Águila Roja: la película (2011)
- イヴ・サンローラン Yves Saint Laurent (2014)
- レミ、ノーバディーズ・ボーイ Rémi sans famille (2018)